# Eparchia bratysławska

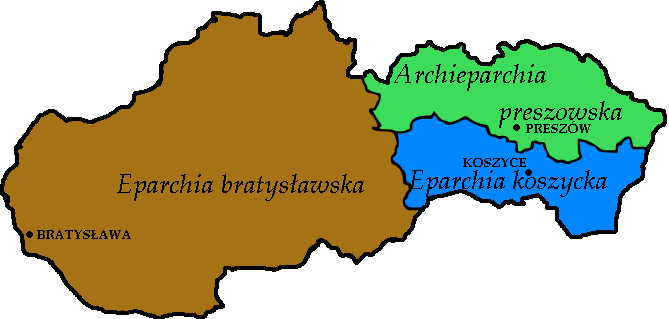
Mapa metropolii preszowskiej

Eparchia bratysławska – jedna z 3 diecezji obrządku bizantyjsko-słowackiego w metropolii preszowskiej wydzielona z części dotychczasowej eparchii preszowskiej, ustanowiona 30 stycznia 2008 przez papieża Benedykta XVI.

## Terytorium
Eparchia obejmuje terytorium zachodniej i centralnej Słowacji, jest największą diecezją katolicką w tym kraju. Większość wyznawców mieszka w większych skupiskach miejskich, takich jak: Bratysława, Trnawa, Nitra, Trenczyn, Żylina czy Bańska Bystrzyca. Eparchia składa się z czterech dekanatów:
- dekanat bańskobystrzycki
- dekanat bratysławski
- dekanat nitrzański
- dekanat żyliński

## Główne świątynie
- Sobór katedralny: Sobór katedralny Podwyższenia Krzyża Świętego w Bratysławie

## Biskupi
- Peter Rusnák (od 2008)